# Astečki kalendar
Astečki kalendar je kalendarski sustav koji su koristili Asteci kao i drugi pretkolumbovski narodi središnjeg Meksika. To je jedan od mezoameričkih kalendara i dijeli osnovnu strukturu kalendara stare Mezoamerike.
Kalendar se sastojao od kalendarskog ciklusa od 365 dana po imenu xiuhpohualli (broj ili brojenje godina) i obrednog ciklusa od 260 dana po imenu tonalpohualli (broj dana). Ova dva ciklusa se kombiniraju u eru od 52 godine, koja se ponekad naziva "kalendarski krug". Prvi kalendar smatra se poljoprivrednim kalendarom, jer potječe od Sunčevog kretanja, a drugi se smatra svetim kalendarom.
Kalendarska godina je počinjala prvom pojavom asterizma Plejade na istoku baš pred zoru, (što se zove helijakalni izlazak).

## Tonalpohualli
Tonalpouali ("broj dana") je ciklus od 260 dana, svaki dan je jedinstveno označen kombinacijom broja (od 1 do 13) i jednim od dvadeset oznaka (imena) za dane. Svakim novim danom uvećava se broj dana i smjenjuje ime: nakon 1 Krokodil dolazi 2 Vjetar, 3 Kuća, 4 Gušter itd. do 13 Trska. Zatim se ponavlja ciklus brojeva, idući dan je 1 Jaguar. Ciklus oznaka se nastavlja do 7 Cvijet, a onda se i on ponavlja pa je idući dan 8 Krokodil. Kako bi se ponovno došlo do 1 Krokodil potrebno je 260 (13×20) dana.

### Oznake dana
Skup oznaka za dane korišten u središnjem Meksiku istovjetan je onom koji su koristili Mixteci i donekle sličan onome iz ostalih mezoameričkih kalendara.
Svakoj oznaci za dan također pripisuju i jedan od četiri kardinalna pravca.
Postoje različitosti u načinu na koji su znaci za dane crtani ili urezivani. Ovdje prikazani su iz Codex Magliabechiano.
| Slika | Nahuatl ime        | Izgovor       | Prijevod                                       | Pravac |
| ----- | ------------------ | ------------- | ---------------------------------------------- | ------ |
|       | Cipactli           | [siˈpaktɬi]   | Krokodil Aligator Kajman Krokodilsko Čudovište | Istok  |
|       | Ehecatl            | [eʔˈeːkatɬ]   | Vjetar                                         | Sjever |
|       | Calli              | [ˈkalli]      | Kuća                                           | Zapad  |
|       | Cuetzpalin         | [kʷetsˈpalin] | Gušter                                         | Jug    |
|       | Coatl              | [ˈkoː(w)aːtɬ] | Guja Zmija                                     | Istok  |
|       | Miquiztli          | [miˈkistɬi]   | Smrt                                           | Sjever |
|       | Mazatl             | [ˈmasaːtɬ]    | Jelen                                          | Zapad  |
|       | Tochtli            | [ˈtoːtʃtɬi]   | Zec                                            | Jug    |
|       | Atl                | [aːtɬ]        | Voda                                           | Istok  |
|       | Itzcuintli         | [itsˈkʷintɬi] | Pas                                            | Sjever |
|       | Ozomatli Ozomahtli | [osoˈmaʔtɬi]  | Majmun                                         | Zapad  |

| Slika | Nahuatl ime                 | Izgovor          | Prijevod           | Pravac |
| ----- | --------------------------- | ---------------- | ------------------ | ------ |
|       | Malinalli                   | [maliːˈnalli]    | Trava              | Jug    |
|       | Acatl                       | [ˈaːkatɬ]        | Trska              | Istok  |
|       | Ocelotl                     | [oˈseːloːtɬ]     | Jaguar             | Sjever |
|       | Quauhtli Cuauhtli           | [ˈkʷaːwtɬi]      | Orao               | Zapad  |
|       | Cozcaquauhtli Cozcacuauhtli | [koːsaˈkʷaːwtɬi] | Lešinar            | Jug    |
|       | Ollin Olin                  | [ˈoliːn]         | Pokret Potres      | Istok  |
|       | Tecpatl                     | [ˈtekpatɬ]       | Kremen Kremeni nož | Sjever |
|       | Quiahuitl Quiyahuitl        | [kiˈ(j)awitɬ]    | Kiša               | Zapad  |
|       | Xochitl                     | [ʃoːtʃitɬ]       | Cvijet             | Jug    |

Vjetar i Kiša predstavljeni su likovima njima pridruženih bogova, Ehecatla odnosno Tlaloca.
Ostale oznake na kamenu pokazivale su sadašnji svijet i svjetove prije njega. Svaki svijet je nazivan "sunce", a svako sunce je imalo svoju vrstu stanovnika. Asteci su vjerovali da se nalaze u petom suncu i da će i ono, kao i sva ranija sunca, nestati zbog svojih nesavršenosti. Obilježavane su svake 52 godine, jer su vjerovali da je to životni ciklus i da bi bogovi na kraju bilo kojeg od životnih ciklusa mogli oduzeti sve što ljudi imaju i uništiti svijet.

### Trinaestice
Skup od trinaest numeriranih dana poznat je po španjolskoj riječi trecena (trece - trinaest). Svaka od dvadeset trecena u 260-dnevnom ciklusu bila je povezana s nekim božanstvom:
| Trecena                | Božanstvo       |
| ---------------------- | --------------- |
| 1 Krokodili – 13 Trska | Ometeotl        |
| 1 Jaguar – 13 Smrt     | Quetzalcoatl    |
| 1 Jelen – 13 Kiša      | Tepeyollotl     |
| 1 Cvijet – 13 Trava    | Huehuecoyotl    |
| 1 Trska – 13 Zmija     | Chalchiuhtlicue |
| 1 Smrt – 13 Kremen     | Tonatiuh        |
| 1 Kiša – 13 Majmun     | Tlaloc          |
| 1 Trava – 13 Gušter    | Mayahuel        |
| 1 Zmija – 13 Potres    | Xiuhtecuhtli    |
| 1 Kremen – 13 Pas      | Mictlantecuhtli |

| Trecena               | Božanstvo        |
| --------------------- | ---------------- |
| 1 Majmun – 13 Kuća    | Patecatl         |
| 1 Gušter – 13 Lešinar | Itztlacoliuhqui  |
| 1 Potres – 13 Voda    | Tlazolteotl      |
| 1 Pas – 13 Vjetar     | Xipe Totec       |
| 1 Kuća – 13 Orao      | Itzpapalotl      |
| 1 Lešinar – 13 Zec    | Xolotl           |
| 1 Voda – 13 Krokodil  | Chalchiuhtotolin |
| 1 Vjetar – 13 Jaguar  | Chantico         |
| 1 Orao – 13 Jelen     | Xochiquetzal     |
| 1 Zec – 13 Cvijet     | Xiuhtecuhtli     |

## Vanjske poveznice
- Detailed description of the temalactl from Mexico's Museo Nacional de Antropolgía (engl.)
- Daily Aztec Calendar (engl.)
- Aztec Calendar Animated Shows Actual Working Mechanism of Native Calendar (engl.)